# Gyógypedagógiai nevelési folyamat
Gyógypedagógiai nevelési folyamat a fogyatékos (sérült, akadályozott, fejlődésében zavart) gyermekek és fiatalok, esetenként felnőttek nevelésének, oktatásának, terápiájának átfogó, a személyiség egészére irányuló, pedagógiai dominanciájú, különböző időtartamú hatásrendszere.

## Leírása
A gyógypedagógiai nevelési folyamatot a gyógypedagógiai nevelést igénylő személyek speciális nevelési szükségletének felismerése és diagnosztizálása indítja el. A komplex gyógypedagógiai diagnózis gyógypedagógiai pszichológia a kóreredet, az előélet, a vizsgálati eredmények és az aktuálisan észlelt állapot leírása mellett tartalmazza a gyógypedagógiai segítségnyújtás feladatait, területeit, irányait. Ennek alapján döntenek a szakemberek, gyógypedagógiai szakértői bizottságok, gyógypedagógiai szakszolgáltatás a szülők bevonásával arról, hogy a gyógypedagógiai nevelési folyamat megkezdése mely gyógypedagógiai intézményben vagy más nevelési környezetben (családban, óvodában, általános iskolában stb.), gyógypedagógus bevonásával történjék. 
A gyógypedagógiai nevelési folyamat kezdetének és befejezésének nincs életkori határa, bármikor szükségessé válhat, kiterjedhet az egész élettartamra vagy csak bizonyos életszakaszokra. A gyógypedagógiai nevelési folyamat hatékonysága növekszik, ha a sérülés megállapítása, ill. a speciális nevelési szükséglet felismerése után mielőbb (ez lehet akár csecsemőkorban is) megkezdődik. 
I. A tartós (például a születéstől kezdődő, vagy a tankötelezettség időtartamát átfogó) gyógypedagógiai nevelési folyamat meghatározói: 
- 1. Nevelési szakaszok: az életkor és a megfelelő intézmények szerint:

a)korai nevelés fejlesztő központokban (0-3/4 éves kor); gyógypedagógiai óvodai nevelés (3/4-6/7 éves kor); gyógypedagógiai iskolai nevelés (6/7-14/18 éves kor); speciális szakiskolai képzés (16/20 éves korban); felnőttkori nevelés, ill. rehabilitáció az erre szakosodott gyógypedagógiai intézményekben (18 éves kortól).
- 2. Nevelési szabályozók:

a) a jogi alapokat közvetlenül a mindenkori közoktatási, emellett a népjóléti, munkaügyi, stb. törvények határozzák meg;
b) a gyógypedagógiai óvodák és gyógypedagógiai iskolák intézményes nevelési alapelveit, a foglalkozások, ill. tantárgyak arányait, műveltségtartalmát, szintjeit, időkereteit a fogyatékosság és a nevelhetőség ismeretén alapuló nevelési programok, nevelési és oktatási tervek (tantervek) tartalmazzák. Ezek a nevelési alapdokumentumok a fogyatékosság típusától függően más és más módon térnek el a többségi közoktatási intézmények programjaitól, tanterveitől, és tartalmazzák azokat a specialitásokat (más tantárgyak, más tananyagstruktúra,  stb.), amelyek az adott fogyatékos népesség nevelési szükségleteinek felelnek meg;
c) a speciális szakiskolák egységes programjai tartalmilag kiegészülnek a fogyatékosság típusának megfelelően;
d) a felnőtt fogyatékosok intézményeinek speciális szociális intézmények foglalkozási programjai mindig a helyi igényekhez alkalmazkodnak.
- 3. A nevelés szervezése: ezt befolyásolják a gyógypedagógiai intézmények törvény által meghatározott csoportlétszámai (intézménytípusok és évfolyamok szerint eltérően: 6-14 fő); a nevelés célja, tartalma és időtartama (pl. óvodai foglalkozás, tanulócsoportos tantárgyi óra, napközis szabadidős program vagy egyéni fejlesztő foglalkozás); a különböző nevelési színterek (az óvodán és iskolán kívül, például napközi otthon, diákotthon, nevelőotthon, nyári tábor, stb.); a neveltek általános fejlettségi és egészségi állapota, terhelhetősége, fáradékonysága, aktuális pszichikus igényei; alapkövetelmény: a nagyon szerteágazó nevelési tényezők optimális összehangolása.
- 4. Nevelési területek: a fogyatékosság típusától, a neveltek személyiségfejlesztési igényeitől függően más-más tartalommal és hangsúlyokkal: mozgásnevelés (motorikus képességek fejlesztése); beszédnevelés (kommunikatív képességek fejlesztése); gondolkodásnevelés (kognitív képességek fejlesztése); viselkedésnevelés (önismereti és szociális képességek fejlesztése); alkotásnevelés (kreatív képességek fejlesztése). A képességfejlesztő folyamatok nemcsak az általános személyiségfejlődést célozzák, hanem kialakítják a tanulásnak azokat a belső feltételeit is, amelyek a fogyatékosság típusától és súlyosságától függően egyénenként eltérő módon sérültek meg. Ez a fejlesztés a csoportfoglalkozásokon, a tanítási órákon és az egyéni segítés keretében történik. Részei: autisták nevelése, értelmileg akadályozottak nevelési folyamata,  hallássérültek nevelési folyamata, halmozottan sérültek nevelése, látássérültek nevelési folyamata, logopédiai folyamat, pszichopedagógiai folyamat, szomatopedagógiai folyamat, tanulásban akadályozottak nevelési folyamata.

- 5. Nevelési eljárások, módszerek: a tanulás elősegítésére folyamatos, kis lépésekre lebontott tapasztalatszerzés és érzékelésfejlesztés; nevelői mintaadás (beszéd, gondolkodás, viselkedés, stb.) és az önállóságra nevelés összehangolása; hibafelismerés és -elemzés, a javítás segítése; a tanulási technikák megtanítása, a kreatív tanulás elősegítése; a differenciált eredményelvárás és az eredmények pontos megfogalmazása; a kooperatív tanulási, foglalkozási formák gyakorlása, közös produktumok létrehozása; komplex témakörök projektszerű feldolgozása; az egyéni haladási tempó biztosítása, az egyéni érdeklődési igények kielégítése; a mindennapi élet eseményeihez, folyamataihoz való kapcsolódás; az életkorhoz alkalmazkodó humor, öröm, kritika, felfedezés a tanulásban; a fogyatékosságból adódó másságok természetes elfogadása.

- 6. Nevelési eredmények: a gyógypedagógiai nevelési folyamat hatására bekövetkező változások rendszeres figyelemmel kísérése (tudáspróba, eredménymérés, megfigyelés, beszélgetés) elősegíti az egyéni fejlődési folyamat megismerését, a fejlesztési feladatok további meghatározását, vagy a korábbiak módosítását. A pedagógiai diagnosztikai eljárások alkalmazása lehetővé teszi a pontosan ismert eredményekre épülő pedagógiai tervezést. A gyógypedagógiai nevelési folyamat egyes szakaszainak befejezésekor, intézményváltáskor a gyermek fejlődéséről, testi és pszichikus állapotáról, egyéni sajátosságairól átfogó vélemény készül, amely javaslatokat is tartalmaz a további nevelésre, az eddig eredményes pedagógiai eljárásokra, pályaválasztásra, stb.

- 7. Nevelési partnerek: a gyógypedagógia szükség esetén igénybe veszi az orvos, pszichológus, szociális munkás, gazdasági szakember, stb. segítségét; emellett rendszeres kapcsolatot tart a szülőkkel vagy a gyámmal. Tanácsadással segíti a gyógypedagógiai nevelési folyamat otthoni kiegészítését, gyakorlását; megbeszélik a gyermek viselkedésével, fejlődésével kapcsolatos tapasztalatokat, problémákat.

II. A tartós v. rövidebb időtartamú gyógypedagógiai nevelési folyamatnak több olyan formája is létezik, amely nem közvetlenül gyógypedagógiai intézményben történik:
a) segítségnyújtás a családban (például korai nevelési tanácsadás (home training), szülők iskolája, gyakorlási módok bemutatása, stb.);
b)a gyógypedagógus közreműködését biztosító integrált nev. integrált iskoláztatás kiterjedhet az óv.-i, ált. isk.-i és középisk.-i nev. teljes időtartamára;
c) gyógypedagógiai szakszolgáltatás keretében minden rászoruló gyermek (az őt nevelő intézmény típusától függetlenül) igénybe veheti a fejlődéséhez szükséges speciális segítséget, gyógypedagógiai terápiákat iskolai teljesítményzavarok, részképességzavarok esetén; logopédia, zeneterápia, tanulási klinika);
d) a gyógypedagógiai nevelési folyamat az életvezetéshez segítséget igénylő felnőtt fogyatékos személyek esetében összekapcsolódik a gyógypedagógiai rehabilitációval; segíti az életmód formálását, a munkavégzést, a párkapcsolat kialakítását; gyakoriak a klubokban, egyesületekben szervezett rendszeres képességmegőrző vagy továbbfejlesztő foglalkozások, a nem sérült kortársakkal való találkozások, közös nyaralások;
e) a középiskolát elvégzett, önálló életvezetésű sérült fiatalok vagy felnőttek (például hallássérültek, látássérültek, mozgáskorlátozottak képességeiknek, érdeklődésüknek megfelelően munkahelyet keresnek vagy továbbtanulnak (felsőfokú szakképzésben, főiskolákon, egyetemeken); szükség esetén igénybe vehetnek különböző gyógypedagógiai jellegű szolgáltatásokat (Braille-könyvtár, jeltolmácsolás, tanácsadás, érdekvédelem, stb.).
A gyógypedagógiai nevelési folyamat tapasztalatainak gyűjtése, törvényszerűségeinek kutatása és gyakorlati alkalmazása gyógypedagógusok és ezen belül az egyes speciális pedagógusok feladata. A fejlesztések figyelembe veszik a neveléstudomány és más társtudományok eredményeit, ugyanakkor megfigyelhető a gyógypedagógiai nevelési folyamat új kutatási eredményeinek hatása az általános pedagógiai gyakorlatra.